# لازار كويتشي
لازار كويتشي هو لاعب كرة قدم صربي في مركز الوسط، ولد في 11 ديسمبر 1999 في صربيا. لعب مع فورتونا سيتارد.

## وصلات خارجية
- لازار كويتشي على موقع قاعدة بيانات كرة القدم.إي يو (الإنجليزية)
- لازار كويتشي على موقع Soccerway.com (الإنجليزية)